# Bokaa
Bokaa é uma vila localizada no distrito de Kgatleng em Botswana. Possuía, em 2011, uma população estimada de 5 680 habitantes.